# Kraftwerk Neurath
Das Kraftwerk Neurath liegt im Süden von Grevenbroich und grenzt an das Gebiet der Gemeinde Rommerskirchen und der Stadt Bedburg an. Der Betreiber ist RWE in Grevenbroich-Neurath (Rhein-Kreis Neuss). Es war bis 31. März 2024, gemessen an der installierten elektrischen Bruttoleistung von 4.300 Megawatt, das größte Kraftwerk in Deutschland und das zweitgrößte Braunkohlekraftwerk Europas nach Bełchatów in Polen. Jetzt ist es nach Boxberg und Niederaußem das drittleistungsstärkste Kraftwerk in Deutschland.
Das Kraftwerk dient der Erzeugung von Grundlaststrom und besitzt eine elektrische Nettoleistung von 2.120 Megawatt. Die Kohle wird über Gleisanschluss an die Nord-Süd-Bahn aus den Tagebauen des Rheinischen Braunkohlereviers, insbesondere dem Tagebau Garzweiler bezogen. Mit einem CO2-Ausstoß von 22,1 Mio. Tonnen verursachte das Kraftwerk im Jahr 2021 die zweithöchsten Treibhausgasemissionen aller europäischen Kraftwerke.
Im Oktober 2022 einigten sich die schwarz-grüne NRW-Landesregierung Wüst II und RWE, ab 2030 im Tagebau Garzweiler keine Braunkohle mehr abzubauen.

## Kraftwerksblöcke
Das Kraftwerk besteht aus sieben Blöcken (3 × 300 MW, 2 × 600 MW und 2 × 1100 MW nominal), die zwischen 1972 und 1976 sowie 2012 errichtet wurden, und besaß bis März 2024 eine Bruttoleistung von ca. 4300 MW.
| Block                                        | A                    | B                    | C                    | D                    | E                    | F – BoA 2               | G – BoA 3               |
| -------------------------------------------- | -------------------- | -------------------- | -------------------- | -------------------- | -------------------- | ----------------------- | ----------------------- |
| Nettoleistung                                | 294 MWel             | 294 MWel             | 292 MWel             | 607 MWel             | 604 MWel             | 1.060 MWel              | 1.060 MWel              |
| Inbetriebnahme                               | 1972                 | 1972                 | 1973                 | 1975                 | 1976                 | 2012                    | 2012                    |
| Sicherheitsbereitschaft / Versorgungsreserve | –                    |                      | 1. Oktober 2019      | -                    | -                    | -                       | -                       |
| Stilllegung                                  | 1. April 2022        | 31. Dezember 2021    | 31. März 2024        | 31. März 2024        | 31. März 2024        | 31. März 2030 (geplant) | 31. März 2030 (geplant) |
| Wirkungsgrad (elektrisch)                    | 34 %                 | 34 %                 | 34 %                 | 36,6 %               | 36,6 %               | 43,2 %                  | 43,2 %                  |
| spez. Kohleverbrauch                         | 1,2 kg/kWh           | 1,2 kg/kWh           | 1,2 kg/kWh           | 1,1 kg/kWh           | 1,1 kg/kWh           | 0,9 kg/kWh              | 0,9 kg/kWh              |
| Kamin (Höhe)                                 | 3 × 160 m, 1 × 194 m | 3 × 160 m, 1 × 194 m | 3 × 160 m, 1 × 194 m | 2 × 170 m, 1 × 196 m | 2 × 170 m, 1 × 196 m | -                       | -                       |
| Kühlturm (Höhe)                              | 3 × 103 m            | 3 × 103 m            | 3 × 103 m            | 2 × 128 m            | 2 × 128 m            | 2 × 172 m               | 2 × 172 m               |

Erläuterungen: BoA: Braunkohlekraftwerk mit optimierter Anlagentechnik

### Blöcke A bis E
In den 1980er-Jahren wurde für die Blöcke A bis E eine Rauchgasreinigungsanlage nachgerüstet.
Die Abgase werden seitdem über die Kühltürme abgeleitet.
Die Anlage verfügt auch über zwei sogenannte Bypasskamine, von denen einer den Blöcken A–C und der andere den Blöcken D bis E zugeordnet ist. Ersterer ist 194 Meter, letzterer 196 Meter hoch. Die Bypasskamine ermöglichen den Betrieb der Anlage im Fall einer defekten Rauchgasreinigungsanlage, was aber selten vorkommt und weshalb die meisten Kraftwerke auf Bypasskamine verzichten (Quelle: Pressestelle RWE).
Alle Blöcke speisen in das Übertragungsnetz des Netzbetreibers Amprion ein: Der Block A war über die Umspannanlage Osterath auf der 220-kV-Ebene, die Blöcke B bis D über die Schaltanlage Opladen auf der 380-kV-Ebene und der Block E über die Schaltanlage Rommerskirchen, ebenfalls auf der 380-kV-Ebene, an das Höchstspannungsnetz angeschlossen.
Der Ausstieg aus der Kohleverstromung in Deutschland verlangte die Abschaltung der Kraftwerksblöcke A, B und C. Block C befand sich seit dem 1. Oktober 2019 für vier Jahre noch für Versorgungsengpässe in der Sicherheitsbereitschaft, danach sollte er endgültig stillgelegt werden. Die Energiekrise seit 2021 machte die Aktivierung der Braunkohlereserve zum 1. Oktober 2022 erforderlich. Block C konnte befristet bis zum 30. Juni 2023 wieder am Strommarkt teilnehmen. Mit Verfügung zum 4. Oktober 2023 beschloss das Bundeskabinett Scholz die Verlängerung der Versorgungsreserve bis zum 31. März 2024.
Block B wurde am 31. Dezember 2021 und Block A am 1. April 2022 endgültig stillgelegt. Die Blöcke C, D und E wurden am 31. März 2024 endgültig stillgelegt.

### Blöcke F und G („BoA 2 und 3“)

#### Geschichte
Im September 2005 beschloss RWE, am Kraftwerk zwei neue Blöcke (F und G) vom Typ „Braunkohlekraftwerk mit optimierter Anlagentechnik (BoA)“ zu bauen. Als Weiterentwicklung des BoA-Blockes im Kraftwerk Niederaußem (BoA 1) tragen die neuen Blöcke auch die Bezeichnung „BoA 2 und 3“. Im Januar 2006 begannen die Bauarbeiten. Die BoA-Blöcke sollen bei einem Wirkungsgrad von 43 Prozent eine Leistung von je 1100 MW haben. RWE gab 2008 an, der Bau, bei dem es sich um eine der größten Baustellen Europas handele, umfasse eine Investitionssumme von 2,2 Milliarden Euro. Im Dezember 2011 räumte RWE ein, dass das Projekt mit 2,6 Mrd. Euro „deutlich teurer“ geworden sei. Die Kesselhäuser von BoA 2 und BoA 3 sind 173 Meter hoch und die höchsten der Welt. Die Kühltürme sind 172 Meter hoch.
Die für Ende 2009 geplante Inbetriebnahme verzögerte sich wegen Unfalls am 25. Oktober 2007, bei dem ein erheblicher Teil des Neubaus zerstört wurde.  Am 29. November 2011 erreichten erstmals beide Blöcke gemeinsam Volllast und produzierten während der Inbetriebsetzungsphase bis dahin mehr als 1,5 Milliarden Kilowattstunden Strom. Beide Blöcke befanden sich seit Mai bzw. Oktober 2011 im Testbetrieb. Die endgültige Inbetriebnahme mit der Meldung der Blöcke an die Strombörse EEX erfolgte am 8. Juli 2012 (Block G) bzw. am 3. August (Block F).
Seither speisen beide Blöcke ebenfalls in das Übertragungsnetz von Amprion in die 380-kV-Ebene ein und sind über die Schaltanlage Rommerskirchen angeschlossen.
Am 15. August 2012 erfolgte dann die offizielle Feier zur Inbetriebnahme der neuen Blöcke in Anwesenheit von Nordrhein-Westfalens Ministerpräsidentin Hannelore Kraft, Bundesumweltminister Peter Altmaier und weiteren Gästen. Fälschlich wurde es in mehreren Medien als weltgrößtes Braunkohlekraftwerk bezeichnet, tatsächlich war es (hinter Bełchatów, Polen) nur das zweitgrößte in Europa. Richtig ist jedoch, dass die beiden neuen BoA-Blöcke F und G mit jeweils 1.100 MW brutto die zu diesem Zeitpunkt leistungsstärksten Braunkohlekraftwerksblöcke der Welt waren. Die Baukosten wurden mit 2,6 Milliarden Euro angegeben.
RWE nahm Ende 2011 und im Frühjahr 2012 sechs der zwölf alten 150-MW-Blöcke im Kraftwerk Frimmersdorf vom Netz.
Das Kraftwerk Neurath war Schauplatz mehrerer öffentlichkeitswirksamer Protestaktionen von Umweltschützern, u. a. Lichtprojektionen auf die beiden Kühltürme. Die Gleisanlage der Nord-Süd-Bahn, die zur Versorgung des Kraftwerks Neurath genutzt wird, wurde im Juni 2019 für mehr als 40 Stunden von Aktivisten blockiert, um auf den großen CO2-Ausstoß des Kraftwerks aufmerksam zu machen. Auch im November 2021 ketteten sich mehrere Aktivisten an Gleisen fest; die Blockade wurde von der Polizei aufgelöst.

#### Probleme
Am 30. August 2012 fielen am frühen Nachmittag binnen sieben Minuten beide BoA-Blöcke aufgrund eines Fehlers im Leitsystem aus, weshalb eine Leistung von ca. 2.100 MW ersetzt werden musste. Dabei kam es zu Frequenzschwankungen im Stromnetz; durch Einsatz von Regelenergie wurde ein Stromausfall verhindert. Laut Amprion lann das europäische Stromnetz einen unvorhergesehenen Ausfall von bis zu 3.000 MW an Kraftwerksleistung tolerieren; daher sei keine kritische Situation entstanden. In den frühen Morgenstunden des Folgetags wurden die beiden Blöcke wieder hochgefahren.

#### Unfall
Am Abend des 25. Oktober 2007 kam es auf dem Baustellengelände zu einem schweren Unfall. Eine über 100 Tonnen schwere Seitenwandbandage, ein Teilstück des Großgerüstes, riss ab und begrub mehrere Monteure unter sich. Drei Bauarbeiter starben, sechs weitere wurden verletzt oder schwer verletzt in umliegende Krankenhäuser eingeliefert. Fast 300 Einsatzkräfte von Feuerwehr, Polizei, Sanitätsorganisationen und Technischem Hilfswerk waren im Einsatz.
Im Dezember 2008 wurde das eingeleitete Ermittlungsverfahren wegen fahrlässiger Tötung von der Staatsanwaltschaft Mönchengladbach eingestellt. Laut Gutachten waren die Knotenverbindungen der Bandagenunterkonstruktion zu schwach ausgelegt. Da es keinerlei Kenntnisse über die – in dieser Größe erstmals eingesetzten – Bauteile und deren Stabilitätsprobleme gegeben habe, sei der Unfall für Fachleute nicht vorhersehbar gewesen, so die Staatsanwaltschaft. Auslegung und Konstruktion seien nach den Regeln der Technik erfolgt.

#### Emissionsgrenzwerte
Im Genehmigungsbescheid vom 20. Juni 2005 legte die Bezirksregierung Düsseldorf Emissionsgrenzwerte für die neuen Blöcke F und G fest, die zur Antragszeit für Schwefeldioxid, Kohlenmonoxid und Quecksilber unterhalb der geltenden Mindestanforderungen der 13. BImSchV lagen. Obwohl der Tages-Emissionsgrenzwert mit 0,0135 mg/m3N für die neuen Blöcke vergleichsweise niedrig festgesetzt wurde (die Mindestvorgabe der 13. BImSchV sieht 0,03 mg/m3N vor), erfordert dieser Grenzwert noch keine spezielle Quecksilberminderungstechnik. Dies zeigt sich daran, dass die Quecksilberemissionen nach Inbetriebnahme der neuen Blöcke 2012 auf mehr als das Doppelte anstiegen (zum Vergleich: in den USA gelten für Braunkohlekraftwerke in Abhängigkeit ihres Wirkungsgrades Grenzwerte von 0,005 bis 0,0054 mg/m3N).
Schadstoffe mit Grenzwerten im Tagesmittel werden durch kontinuierlich arbeitende Messgeräte überwacht, die übrigen Werte durch Einzelmessungen. Zum Vergleich mit den Grenzwerten der neuen Blöcke sind die zur Antragszeit gültigen Grenzwerte der 13. BImSchV (2004) aufgeführt sowie die Grenzwerte der aktuellen 13. BImSchV (2013) und die im Normalbetrieb mit besten verfügbaren Techniken erreichbaren Emissionswerte, wie sie im Merkblatt der Europäischen Kommission für entsprechend große Neuanlagen mit Braunkohle-Staubfeuerung auf der Basis der Datensammlung in den Jahren 2001–2002 festgelegt wurden.
| Luftschadstoff | Betriebliche Emissionswerte mit BVT (2006) im Tagesmittel* | Grenzwert Block F und G (20. Juni 2005) Tagesmittel | Grenzwert Block F und G (20. Juni 2005) Halbstundenmittel** | Grenzwert 13. BImSchV (2004) Tagesmittel | Grenzwert 13. BImSchV (2004) Halbstundenmittel | Grenzwert 13. BImSchV (2013, Neuanlagen) Tagesmittel | Grenzwert 13. BImSchV (2013, Neuanlagen) Halbstundenmittel |
| --- | ---------------------------------------------------------- | --------------------------------------------------- | ----------------------------------------------------------- | ---------------------------------------- | ---------------------------------------------- | ---------------------------------------------------- | ---------------------------------------------------------- |
| Gesamtstaub (Staub) | 5–20 mg/m3N                                                | 20 mg/m3N                                           | 40 mg/m3N                                                   | 20 mg/m3N                                | 40 mg/m3N                                      | 10 mg/m3N                                            | 20 mg/m3N                                                  |
| Stickstoffoxide (als NO2) | 50–200 mg/m3N                                              | 200 mg/m3N                                          | 400 mg/m3N                                                  | 200 mg/m3N                               | 400 mg/m3N                                     | 200 mg/m3N                                           | 400 mg/m3N                                                 |
| Schwefeldioxide (als SO2) | 20–150 mg/m3N                                              | 200 mg/m3N                                          | 400 mg/m3N                                                  | 300 mg/m3N                               | 600 mg/m3N                                     | 150 mg/m3N                                           | 300 mg/m3N                                                 |
| Kohlenmonoxid (CO) | 100–200 mg/m3N                                             | 200 mg/m3N                                          | 400 mg/m3N                                                  | 250 mg/m3N                               | 500 mg/m3N                                     | 200 mg/m3N                                           | 400 mg/m3N                                                 |
| Quecksilber und Verbindungen (als Hg) | BVT-Emissionswert nicht festgelegt                         | 0,0135 mg/m3N                                       | 0,027 mg/m3N                                                | 0,03 mg/m3N                              | 0,06 mg/m3N                                    | 0,03 mg/m3N                                          | 0,05 mg/m3N                                                |
| Anorganische Chlorverbindungen (als HCl) | 1–10 mg/m3N                                                | -                                                   | 20 mg/m3N                                                   | -                                        | -                                              | -                                                    | -                                                          |
| Anorganische Fluorverbindungen (als HF) | 1–5 mg/m3N                                                 | -                                                   | 3 mg/m3N                                                    | -                                        | -                                              | -                                                    | -                                                          |
| Ammoniak (NH3) | ≤ 5 mg/m3N bei SCR/SNCR                                    | keine SCR/SNCR eingebaut                            | keine SCR/SNCR eingebaut                                    | -                                        | -                                              | -                                                    | -                                                          |
| Dioxine und Furane** (PCDD/PCDF) | BVT-Emissionswert nicht festgelegt                         | -                                                   | 0,1 ng/m3N (I-TEF 1988)                                     | -                                        | 0,1 ng/m3N (I-TEF 1988)                        | -                                                    | 0,1 ng/m3N (WHO-TEF 2008)                                  |
| * Datenbasis des BVT-Merkblattes: 2001–2002, Veröffentlichung: 2006. Aktualisierung des BVT-Merkblattes seit 2011, Veröffentlichung voraussichtlich 2015. |                                                            |                                                     |                                                             |                                          |                                                |                                                      |                                                            |
| ** Grenzwert für Dioxine und Furane bezieht sich auf 6-8-stündige Probenahme                                                                              |                                                            |                                                     |                                                             |                                          |                                                |                                                      |                                                            |

## Emissionen von Schadstoffen und Treibhausgasen
Kraftwerkskritiker bemängeln am Kraftwerk Neurath die hohen Emissionen an Stickstoffoxiden, Schwefeloxiden, Quecksilber und Feinstaub, an dem Krebs erzeugende Substanzen (Blei, Cadmium, Nickel, PAK, Dioxine und Furane) anhaften können. Eine von Greenpeace bei der Universität Stuttgart in Auftrag gegebene Studie kam 2013 zu dem Ergebnis, dass die vom Kohlekraftwerk Neurath (vor Inbetriebnahme der Blöcke F und G) ausgestoßenen Feinstäube und die aus Schwefeldioxid-, Stickoxid- und NMVOC-Emissionen gebildeten sekundären Feinstäube statistisch zu 1.712 verlorenen Lebensjahren führen. Das Kraftwerk rangierte (Stand März 2013) auf der Liste der „gesundheitsschädlichsten Kohlekraftwerke Deutschlands“ auf Platz 7.
Alle Kohlekraftwerke stehen mit Verweis auf die globale Erwärmung in der Kritik bei Umweltverbänden und Naturschützern. Die Stromerzeugung aus Braunkohle gehört trotz optimierter Anlagentechnik (BoA) weiterhin zu den Technologien, die pro erzeugter Kilowattstunde Strom das meiste CO2 emittieren. Der Verbrauch an Braunkohle pro BoA-Block beträgt 820 Tonnen pro Stunde, zusammen also 1640 Tonnen.
Der Wirkungsgrad liegt zwar bei ca. 43 % – Weltrekord für Braunkohleverstromung – womit die beiden Neubaublöcke laut RWE gegenüber alten Kraftwerken auf Braunkohlebasis etwa 1/4 weniger CO2 emittieren, 2016 wurden aber ca. 31 Mio. Tonnen CO2 emittiert. Pro Kilowattstunde Strom werden ca. 950 g Kohlendioxid emittiert – fast doppelt so viel wie beim durchschnittlichen deutschen Strommix (494 g CO2/kWh). Zum Vergleich: Moderne Gas-und-Dampf-Kombikraftwerke wie der 2011 in Betrieb genommene Block 4 des Kraftwerkes Irsching emittieren bei einem Wirkungsgrad von 60,4 % etwas über 330 g CO2 pro kWh.
Auf der im Jahr 2007 vom WWF herausgegebenen Liste der 30 klimaschädlichsten Kraftwerke in der EU rangierte das Kraftwerk Neurath im Jahr 2006 auf Rang 7 in Europa und auf Rang 5 in Deutschland (1150 g CO2 pro Kilowattstunde), nach den Kraftwerken Niederaußem, Jänschwalde, Frimmersdorf und Weisweiler.
Es wurde kritisiert, dass der Anlagenwirkungsgrad nicht durch zusätzliche Maßnahmen wie Kraft-Wärme-Kopplung maximiert wird. Einen Teil der anfallenden Abwärme nutzt seit Sommer 2011 ein Gewächshauspark. Auf 11 Hektar werden z. B. Tomaten angebaut.
Das Kraftwerk Neurath meldete folgende Emissionen im europäischen Schadstoffregister „PRTR“:
| Luftschadstoff                           | 2007          | 2008          | 2009          | 2010          | 2011          | 2012          | 2013          | 2014          | 2015          | 2016          | 2018         | 2020         | 2021         | 2022         | 2023         |
| ---------------------------------------- | ------------- | ------------- | ------------- | ------------- | ------------- | ------------- | ------------- | ------------- | ------------- | ------------- | ------------ | ------------ | ------------ | ------------ | ------------ |
| Kohlendioxid (CO2)                       | 16.795.900 t  | 17.950.000 t  | 17.869.800 t  | 16.938.900 t  | 19.600.000 t  | 31.200.000 t  | 33.300.000 t  | 32.400.000 t  | 32.100.000 t  | 31.300.000 t  | 32.200.000 t | 18.700.000 t | 22.100.000 t | 24.200.000 t | 16.485.000 t |
| Stickstoffoxide (NOx/NO2)                | 11.507.700 kg | 12.424.800 kg | 12.315.300 kg | 11.717.100 kg | 11.700.000 kg | 20.700.000 kg | 22.800.000 kg | 22.600.000 kg | 22.300.000 kg | 21.700.000 kg |              |              |              |              |              |
| Kohlenmonoxid (CO)                       | 4.650.000 kg  | 5.010.000 kg  | 5.360.000 kg  | 5.970.000 kg  | 6.900.000 kg  | 7.720.000 kg  | 7.330.000 kg  | 7.140.000 kg  | 7.280.000 kg  | 7.170.000 kg  |              |              |              |              |              |
| Schwefeldioxide (als SOx/SO2)            | 4.765.200 kg  | 2.582.500 kg  | 3.632.300 kg  | 3.188.100 kg  | 2.340.000 kg  | 5.830.000 kg  | 6.260.000 kg  | 5.980.000 kg  | 6.420.000 kg  | 5.570.000 kg  |              |              |              |              |              |
| Feinstaub (PM10)                         | 251.000 kg    | 214.000 kg    | 281.000 kg    | 251.000 kg    | 283.000 kg    | 423.000 kg    | 401.000 kg    | 454.000 kg    | 529.000 kg    | 483.000 kg    |              |              |              |              |              |
| Anorganische Chlorverbindungen (als HCl) | 86.103 kg     | 122.274 kg    | 107.800 kg    | 102.642 kg    | 104.000 kg    | 189.000 kg    | 250.000 kg    | 91.200 kg     | 80.000 kg     | 60.400 kg     |              |              |              |              |              |
| Anorganische Fluorverbindungen (als HF)  | 6.530 kg      | 7.370 kg      | 8.470 kg      | 8.060 kg      | 6.110 kg      | 11.100 kg     | 11.800 kg     | 15.000 kg     | 11.400 kg     | 11.400 kg     |              |              |              |              |              |
| Benzol                                   | keine Angaben | keine Angaben | keine Angaben | keine Angaben | keine Angaben | 1.110 kg      | 1.180 kg      | 1.150 kg      | 1.140 kg      | 1.110 kg      |              |              |              |              |              |
| Quecksilber und Verbindungen (als Hg)    | 297 kg        | 212 kg        | 212 kg        | 181 kg        | 220 kg        | 497 kg        | 667 kg        | 672 kg        | 708 kg        | 576 kg        |              |              |              |              |              |
| Zink und Verbindungen (als Zn)           | keine Angaben | keine Angaben | keine Angaben | keine Angaben | keine Angaben | 311 kg        | 331 kg        | 323 kg        | 914 kg        | 1.170 kg      |              |              |              |              |              |
| Nickel und Verbindungen (als Ni)         | keine Angaben | keine Angaben | keine Angaben | keine Angaben | keine Angaben | 69,9 kg       | keine Angaben | keine Angaben | keine Angaben | keine Angaben |              |              |              |              |              |
| Arsen und Verbindungen (als As)          | 29,7 kg       | 66,1 kg       | 42,2 kg       | 42,2 kg       | 42,8 kg       | 55,5 kg       | 35,4 kg       | 34,6 kg       | keine Angaben | keine Angaben |              |              |              |              |              |

Weitere typische Schadstoffemissionen wurden nicht berichtet, da sie im PRTR erst ab einer jährlichen Mindestmenge meldepflichtig sind, z. B. Dioxine und Furane ab 0,0001 kg, Cadmium ab 10 kg, Nickel ab 50 kg, Chrom sowie Kupfer ab 100 kg, Blei sowie Zink ab 200 kg, Ammoniak sowie Lachgas (N2O) ab 10.000 kg, flüchtige organische Verbindungen außer Methan (NMVOC) ab 100.000 kg.
Die Europäische Umweltagentur hat die jährlichen Kosten der Umwelt- und Gesundheitsschäden der 28.000 größten Industrieanlagen in der Europa anhand der im PRTR gemeldeten Emissionsdaten mit den wissenschaftlichen Methoden der Europäischen Kommission abgeschätzt. Danach verursacht das Kraftwerk Neurath die achthöchsten Schadenskosten aller europäischen Industrieanlagen.
| Verursacher          | Schadenskosten | Einheit         | Anteil      |
| -------------------- | -------------- | --------------- | ----------- |
| Kraftwerk Neurath    | 0,781 – 1,095  | Milliarden Euro | 0,6 – 0,8 % |
| Summe 28.000 Anlagen | 102 – 169      | Milliarden Euro | 100 %       |

## Batteriespeicher
Auf dem Kraftwerksgelände befindet sich eine Hälfte eines Batterie-Speicherkraftwerks, die andere befindet sich am Kraftwerk Westfalen und hat eine installierte Leistung von 140 Megawatt und 151 Megawattstunden. Der Speicher in Neurath besteht aus 250 Lithium-Ionen-Batterieschränken, hat eine installierte Leistung von 80 Megawatt und 84 Megawattstunden Speicherkapazität. Das Speichersystem stellt Regelleistung bereit und wird am Energiemarkt eingesetzt. Durch virtuelle Kopplung soll die Stromerzeugung aus RWE-Kraftwerken verstetigt werden. Die Netzanbindung erfolgt an das 110-kV-Hochspannungsnetz der Westnetz.